# Gamonéu
El Gamonéu és un formatge gras, de pasta dura o semidura, madur, de corfa natural, elaborat amb llet crua de cabra, ovella i vaca (o amb barreja de dos dels tipus de llets indicats), lleugerament fumat i amb lleus afloraments verd-blavosos de Penicillium prop de les vores. Les races dels animals d'on prové la llet són: 
- Cabra: alpino-pirenaica, dels Pics d'Europa, murciano-granadina i saanen, així com els encreuaments entre aquestes.
- Ovella: lacha, carranzana i milschalfe, així com els encreuaments entre aquestes.
- Vaca: frisona, asturiana de les Valls, pardo alpina, així com els encreuaments entre aquestes.

Aquest formatge té un període de maduració mínim de 2 mesos. S'elabora als municipis d'Onís i Cangues d'Onís, situats a l'est d'Astúries.
Des de l'any 2008 gaudeix del reconeixement de la Unió Europea com a Denominació d'Origen Protegida (DOP).